# Xanthococcophyceae
Xanthococcophyceae је традиционална класа у оквиру раздела (групе) жутозелених алги.

## Карактеристике
Ова класа је за разлику од других класа жутозелених алги богата родовима којих има око 50. Представници ове класе су кокоидног типа, једноћелијске, али је код појединих врста могуће удруживање у колоније са лабавим везама између ћелија које тада никада нису у слузи. Ћелије поседују диференциран ћелијски зид који је понекад силифициран. Вегетативни стадијуми су непокретни, али се размножавају зооспорама или апланоспорама.